# 9306 Піттоспорум
9306 Піттоспо́рум (9306 Pittosporum) — астероїд головного поясу, відкритий 2 лютого 1987 року.
Тіссеранів параметр щодо Юпітера — 3,295.
Назва походить від назви рослин лат. Pittosporum з родини Піттоспорових (лат. Pittosporáceae)